# لیک هارمونی (پنسیلوانیا)
لیک هارمونی (به انگلیسی: Lake Harmony) یک منطقهٔ مسکونی در ایالات متحده آمریکا است که در پنسیلوانیا واقع شده‌است. لیک هارمونی ۷۱۸ نفر جمعیت دارد و ۴۰۵٫۰۸ متر بالاتر از سطح دریا واقع شده‌است.